# Romegoux
Romegoux est une commune du sud-ouest de la France, située dans le département de la Charente-Maritime (région Nouvelle-Aquitaine).
Ses habitants sont appelés les Romegousiens et les Romegousiennes.

## Géographie
La commune de Romegoux se situe dans le centre du département de la Charente-Maritime, dans l'ancienne province de Saintonge. Appartenant au midi de la France — on parle plus précisément de « midi atlantique », au cœur de l'arc atlantique, elle est partie intégrante du Grand Sud-Ouest français, et est parfois également incluse dans un Grand Ouest aux contours plus flous.

### Communes limitrophes
| La Vallée               | Bords           |      |
| Beurlay                 | Romegoux        | Geay |
| Saint-Sulpice-d'Arnoult | Saint-Porchaire |      |

## Urbanisme

### Typologie
Au 1er janvier 2024, Romegoux est catégorisée commune rurale à habitat dispersé, selon la nouvelle grille communale de densité à 7 niveaux définie par l'Insee en 2022.
Elle est située hors unité urbaine. Par ailleurs la commune fait partie de l'aire d'attraction de Rochefort, dont elle est une commune de la couronne,. Cette aire, qui regroupe 33 communes, est catégorisée dans les aires de 50 000 à moins de 200 000 habitants,.

### Occupation des sols
L'occupation des sols de la commune, telle qu'elle ressort de la base de données européenne d’occupation biophysique des sols Corine Land Cover (CLC), est marquée par l'importance des territoires agricoles (88,4 % en 2018), une proportion identique à celle de 1990 (88,4 %). La répartition détaillée en 2018 est la suivante :
terres arables (45,9 %), prairies (23,9 %), zones agricoles hétérogènes (18,6 %), forêts (9,5 %), zones humides intérieures (1,4 %), eaux continentales (0,5 %), zones urbanisées (0,1 %). L'évolution de l’occupation des sols de la commune et de ses infrastructures peut être observée sur les différentes représentations cartographiques du territoire : la carte de Cassini (XVIIIe siècle), la carte d'état-major (1820-1866) et les cartes ou photos aériennes de l'IGN pour la période actuelle (1950 à aujourd'hui).

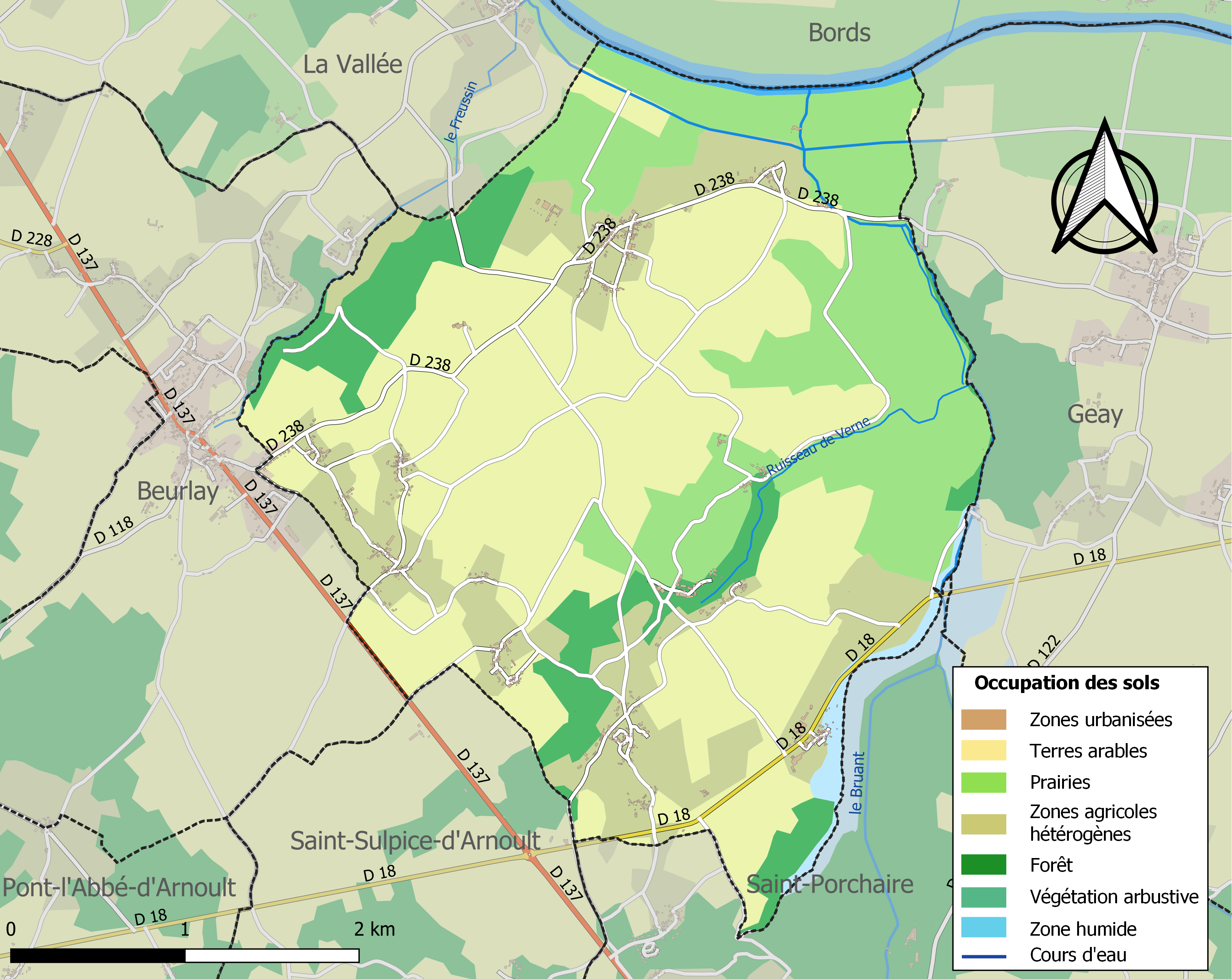
Carte des infrastructures et de l'occupation des sols de la commune en 2018 (CLC).

### Risques majeurs
Le territoire de la commune de Romegoux est vulnérable à différents aléas naturels : météorologiques (tempête, orage, neige, grand froid, canicule ou sécheresse), inondations, mouvements de terrains et séisme (sismicité modérée). Il est également exposé à un risque technologique, le transport de matières dangereuses. Un site publié par le BRGM permet d'évaluer simplement et rapidement les risques d'un bien localisé soit par son adresse soit par le numéro de sa parcelle.

#### Risques naturels
Certaines parties du territoire communal sont susceptibles d’être affectées par le risque d’inondation par débordement de cours d'eau, notamment la Charente. La commune a été reconnue en état de catastrophe naturelle au titre des dommages causés par les inondations et coulées de boue survenues en 1982, 1993, 1999 et 2010,.

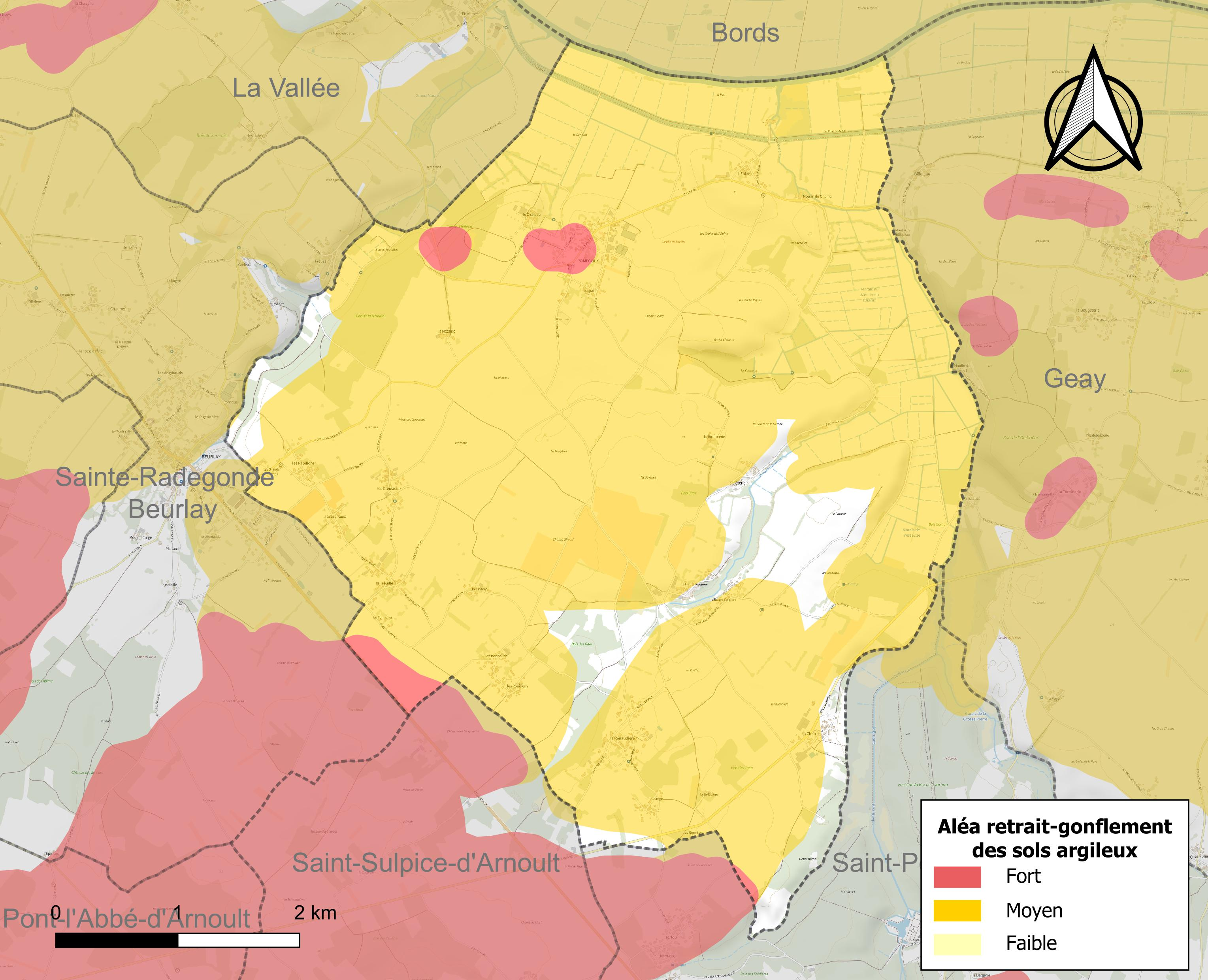
Carte des zones d'aléa retrait-gonflement des sols argileux de Romegoux.

Les mouvements de terrains susceptibles de se produire sur la commune sont des affaissements et effondrements liés aux cavités souterraines (hors mines) et des tassements différentiels. Par ailleurs, afin de mieux appréhender le risque d’affaissement de terrain, l'inventaire national des cavités souterraines permet de localiser celles situées sur la commune.
Le retrait-gonflement des sols argileux est susceptible d'engendrer des dommages importants aux bâtiments en cas d’alternance de périodes de sécheresse et de pluie. 90,5 % de la superficie communale est en aléa moyen ou fort (54,2 % au niveau départemental et 48,5 % au niveau national). Sur les 325 bâtiments dénombrés sur la commune en 2019, 305 sont en aléa moyen ou fort, soit 94 %, à comparer aux 57 % au niveau départemental et 54 % au niveau national. Une cartographie de l'exposition du territoire national au retrait gonflement des sols argileux est disponible sur le site du BRGM,.
Par ailleurs, afin de mieux appréhender le risque d’affaissement de terrain, l'inventaire national des cavités souterraines permet de localiser celles situées sur la commune.
Concernant les mouvements de terrains, la commune a été reconnue en état de catastrophe naturelle au titre des dommages causés par la sécheresse en 2003 et 2011 et par des mouvements de terrain en 1999 et 2010.

#### Risques technologiques
Le risque de transport de matières dangereuses sur la commune est lié à sa traversée par une ou des infrastructures routières ou ferroviaires importantes ou la présence d'une canalisation de transport d'hydrocarbures. Un accident se produisant sur de telles infrastructures est susceptible d’avoir des effets graves sur les biens, les personnes ou l'environnement, selon la nature du matériau transporté. Des dispositions d’urbanisme peuvent être préconisées en conséquence.

## Toponymie
La commune était désignée au début de l'époque médiévale alors que la région était sous influence culturelle occitane, sous le nom de Romagotz. En souvenir, ce nom est toujours porté par la rue principale du bourg.[réf. nécessaire]
Le toponyme pourrait parvenir de l'occitan romec/ ròmec se traduisant par "ronse". En effet, il existe des lieux-dits similaires dans l'aire culturelle occitane comme Roumégous, Roumégoux, Roumengoux.[réf. nécessaire]

## Administration

### Liste des maires
| Période | Période   | Identité          | Étiquette | Qualité |
| ------- | --------- | ----------------- | --------- | ------- |
| 1974    | 1989      | Marcel Hermant    |           |         |
| 1989    | 1995      | Michel Gay        |           |         |
| 1995    | 2001      | Marc Merlet       |           |         |
| 2001    | 2014      | Yves Aubert       |           |         |
| 2014    | 2020      | Sylvie BOURSIQUOT |           |         |
| 2020    | mars 2022 | Pascal ALVAREZ    |           |         |
| 2022    | en cours  | Jean-Pascal VIALE |           |         |

### Région
À la suite de la réforme administrative de 2014 ramenant le nombre de régions de France métropolitaine de 22 à 13, la commune appartient depuis le 1er janvier 2016 à la région Nouvelle-Aquitaine, dont la capitale est Bordeaux. De 1972 au 31 décembre 2015, elle a appartenu à la région Poitou-Charentes, dont le chef-lieu était Poitiers.

## Démographie

### Évolution démographique
L'évolution du nombre d'habitants est connue à travers les recensements de la population effectués dans la commune depuis 1793. Pour les communes de moins de 10 000 habitants, une enquête de recensement portant sur toute la population est réalisée tous les cinq ans, les populations de référence des années intermédiaires étant quant à elles estimées par interpolation ou extrapolation. Pour la commune, le premier recensement exhaustif entrant dans le cadre du nouveau dispositif a été réalisé en 2007.

En 2022, la commune comptait 623 habitants, en évolution de +1,47 % par rapport à 2016 (Charente-Maritime : +4,04 %, France hors Mayotte : +2,11 %).
| 1793 | 1800 | 1806 | 1821 | 1831 | 1836 | 1841 | 1846 | 1851 |
| ---- | ---- | ---- | ---- | ---- | ---- | ---- | ---- | ---- |
| 616  | 581  | 780  | 627  | 691  | 726  | 718  | 744  | 765  |

| 1856 | 1861 | 1866 | 1872 | 1876 | 1881 | 1886 | 1891 | 1896 |
| ---- | ---- | ---- | ---- | ---- | ---- | ---- | ---- | ---- |
| 762  | 718  | 700  | 693  | 671  | 679  | 674  | 627  | 596  |

| 1901 | 1906 | 1911 | 1921 | 1926 | 1931 | 1936 | 1946 | 1954 |
| ---- | ---- | ---- | ---- | ---- | ---- | ---- | ---- | ---- |
| 626  | 672  | 663  | 594  | 563  | 532  | 537  | 484  | 494  |

| 1962 | 1968 | 1975 | 1982 | 1990 | 1999 | 2006 | 2007 | 2012 |
| ---- | ---- | ---- | ---- | ---- | ---- | ---- | ---- | ---- |
| 492  | 496  | 464  | 440  | 493  | 515  | 600  | 612  | 613  |

| 2017 | 2022 | - | - | - | - | - | - | - |
| ---- | ---- | - | - | - | - | - | - | - |
| 603  | 623  | - | - | - | - | - | - | - |

## Culture locale et patrimoine

### Lieux et monuments
- Église Saint-Pierre du XVe siècle avec cloche datée de 1670 inscrite aux Monuments Historiques au titre objet le 22 avril 1942. Elle a été offerte par Charles de Courbon (comte de Blénac) et sa femme Angélique de La Rochefoucauld-Bayers.
- Château construit en 1501 par la famille de Courbon. Passé en 1650 à la branche des Courbon-Blenac. Reste actuellement une belle demeure avec une remarquable dépendance voûtée de 65 m de long, transformée en chais.
- Deux moulins à eau (le moulin du Champ et celui du Besson) et restes de deux à vent, tout proches du village de l’Épine.
- Trace d'un important complexe agricole gallo-romain avec maison de maître et cour de 27 000 m2.
- Trace d'une villa gallo-romaine sous l'église.
- Anciennes carrières (souterraines et aériennes) de pierres de taille, exportées via le fleuve Charente.

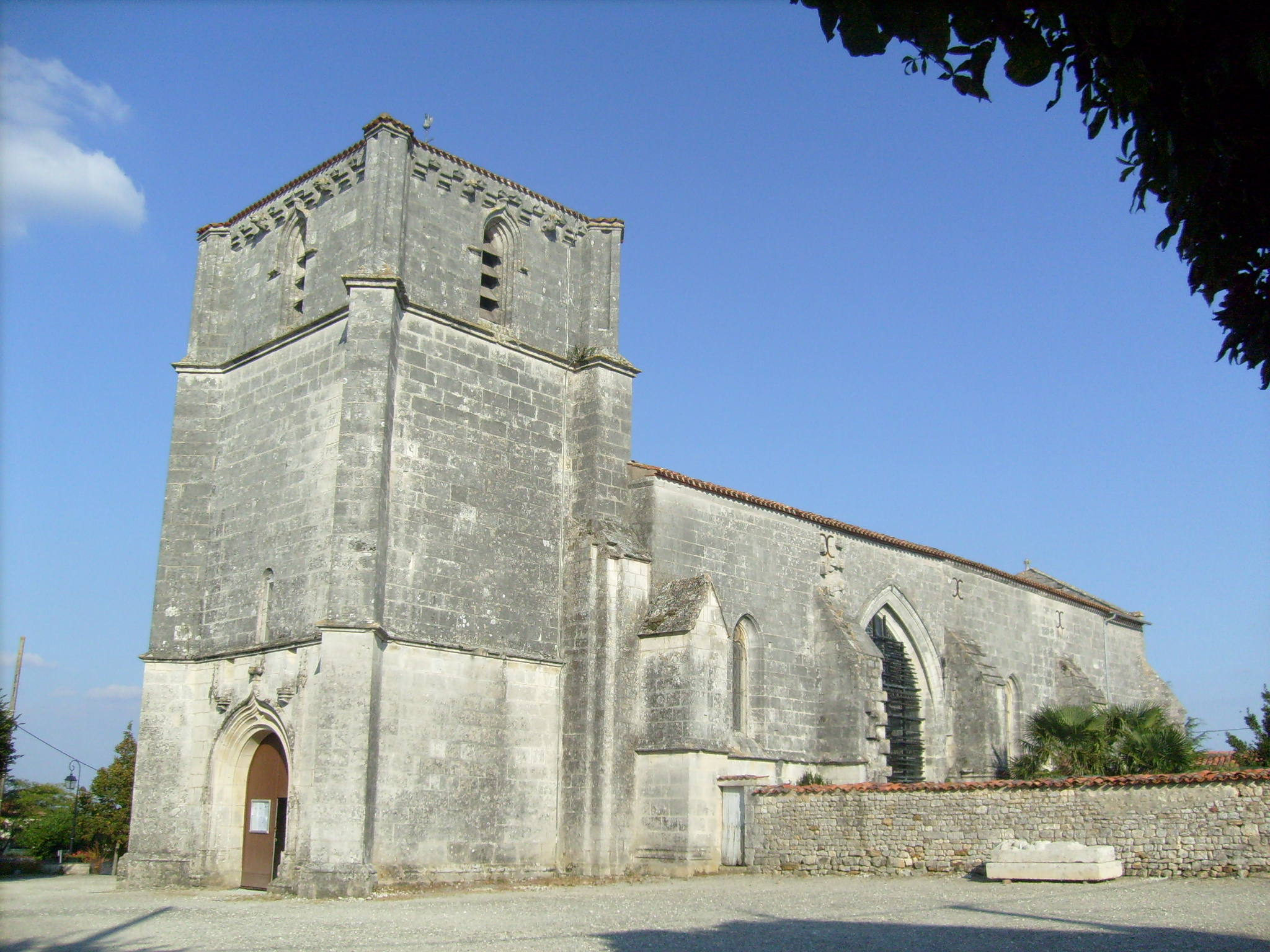
Église Saint-Pierre de Romegoux.
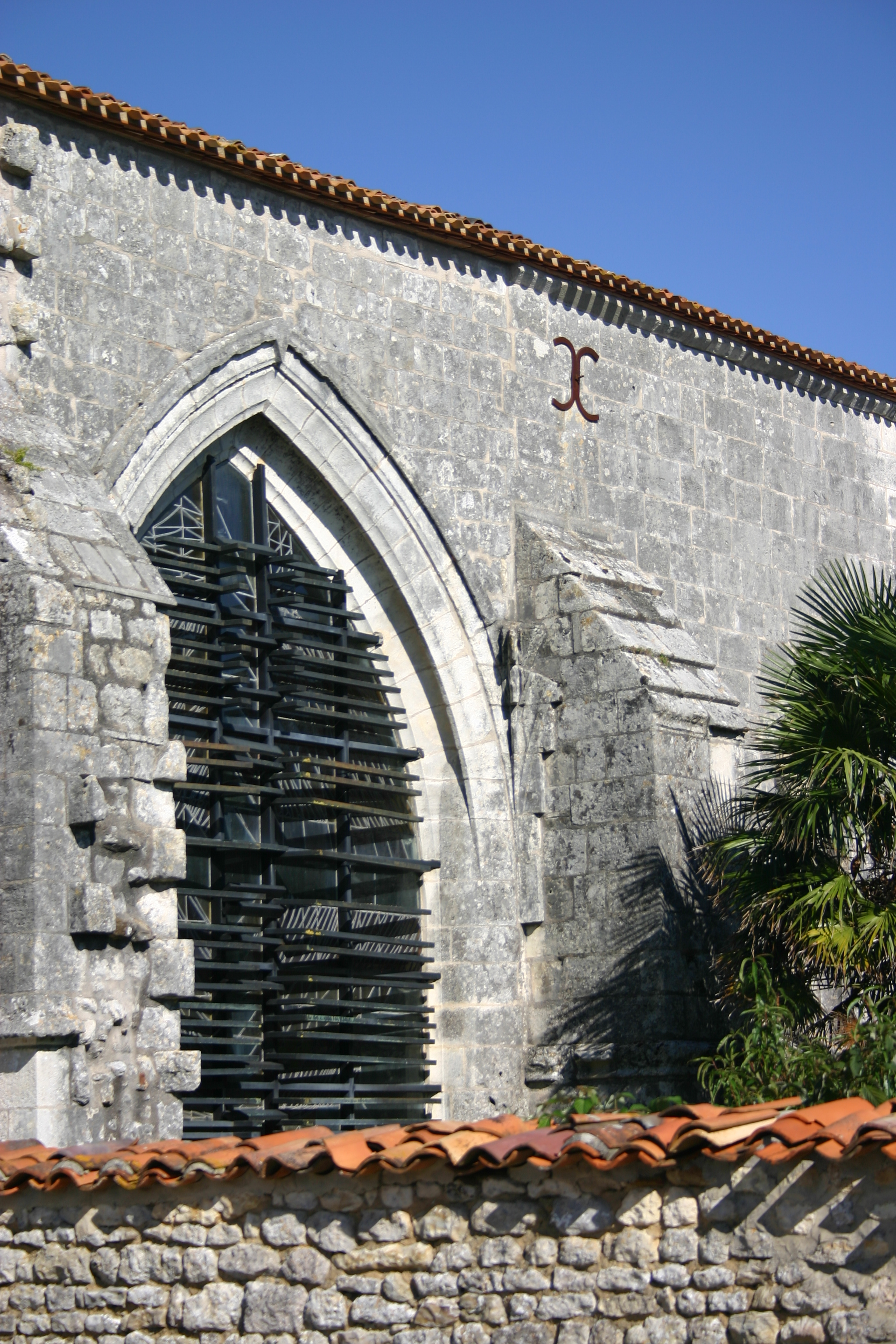
Détail de l'église.
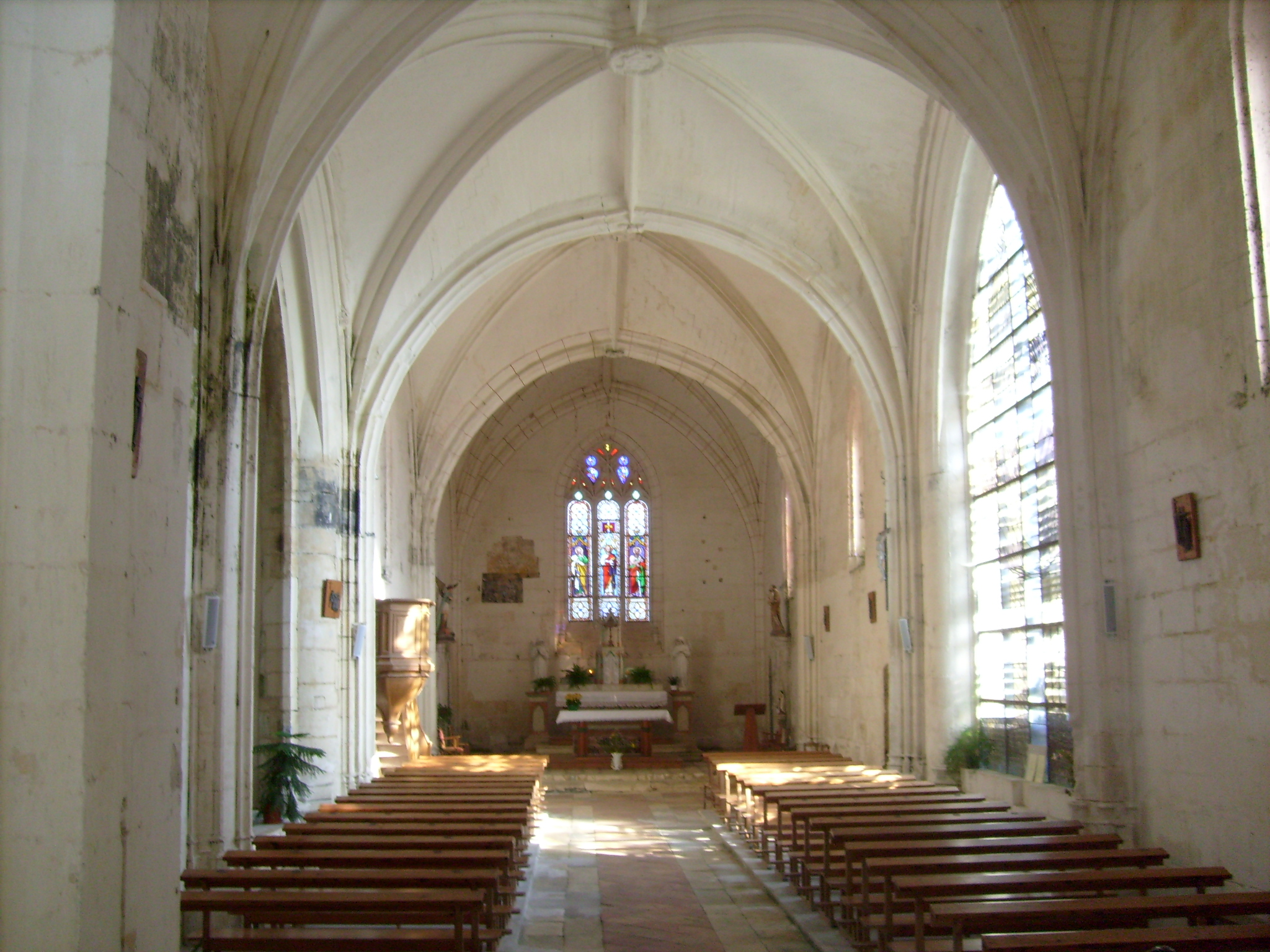
Intérieur de l'église.
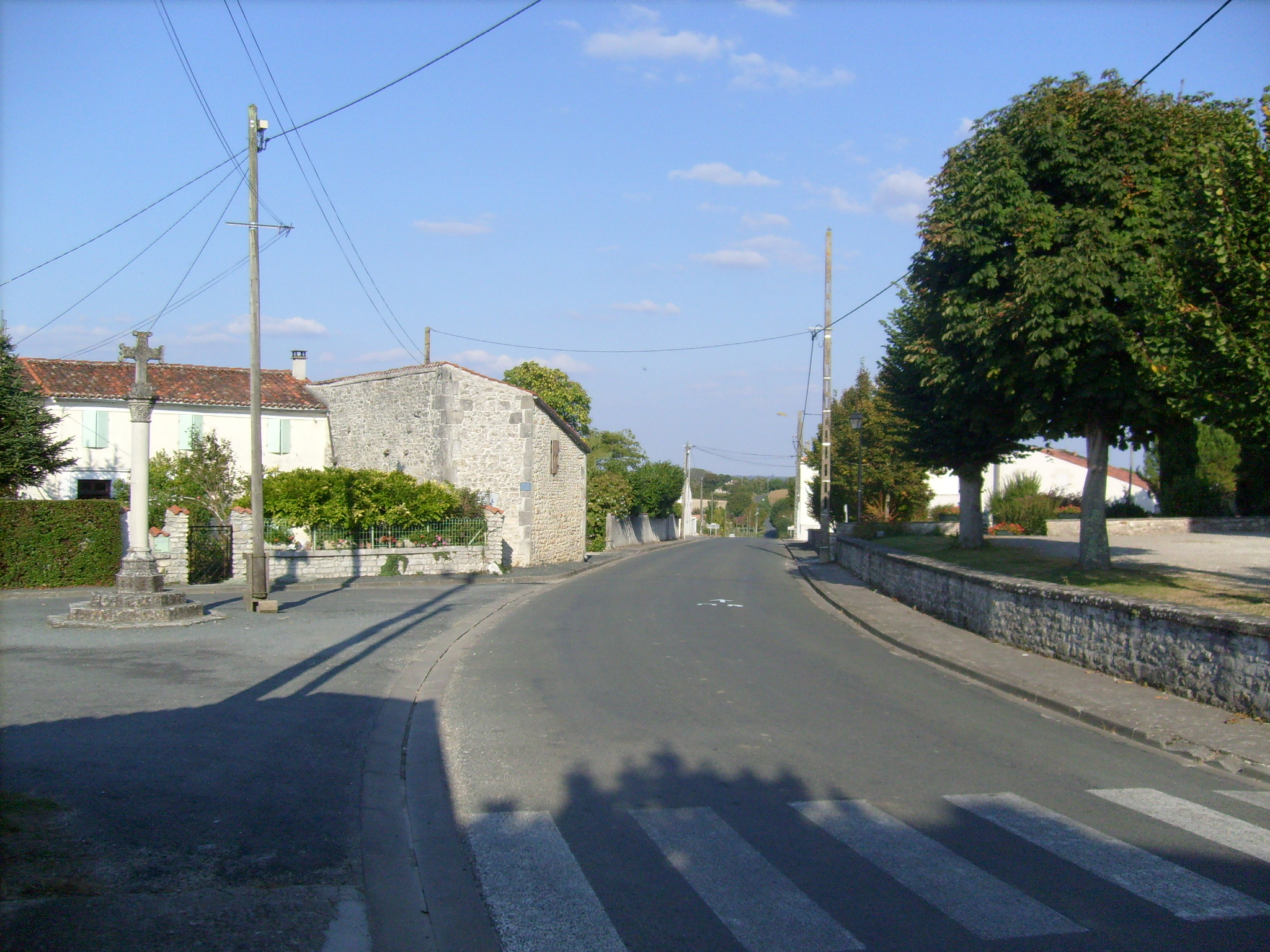
Rue Romagotz.
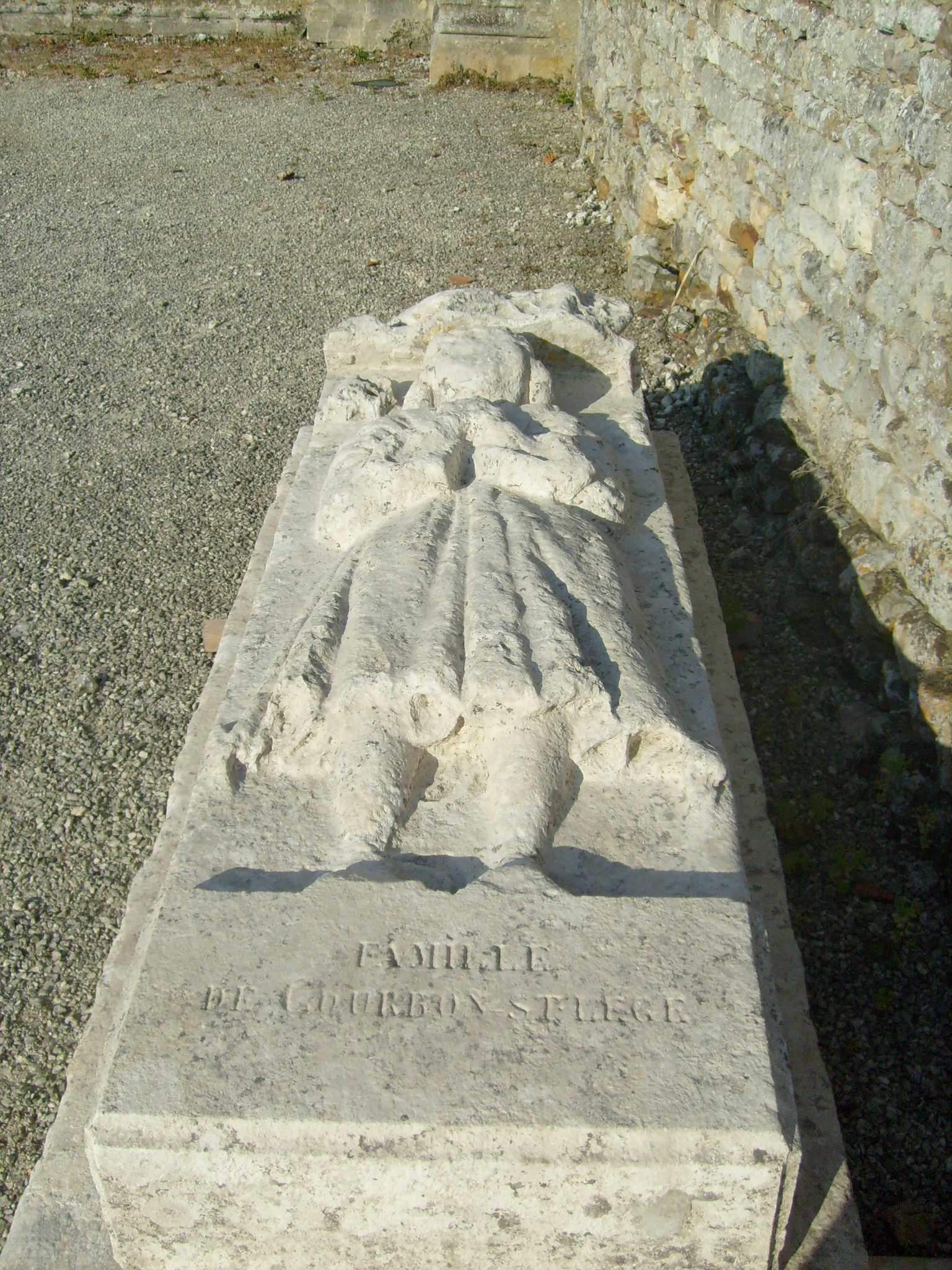
Gisant de Marie Bénigne De Courbon Saint Léger exposé sur la place de l'église.
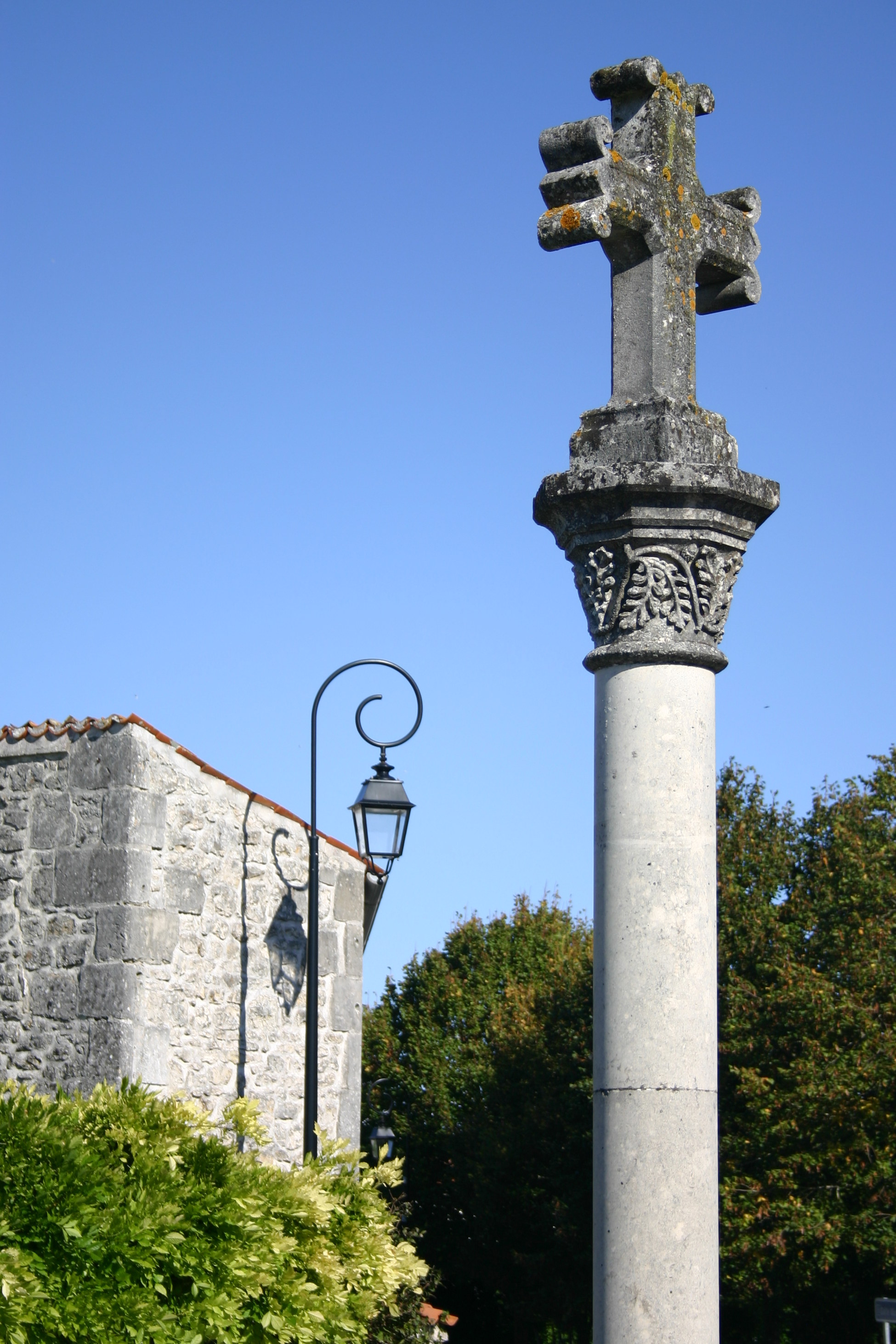
Croix située en face de l'église.

### Personnalités liées à la commune
- Charles de Courbon, comte de Blénac (fondateur de la ville de Fort-Royal devenue Fort-de-France à La Martinique).

### Héraldique, logotype et devise
| Blason de Romegoux | Blason  | Tiercé en pairle renversé : au 1er de sinople à une grappe de raisin tigée et feuillée de deux pièces d'or, au 2e de gueules à trois fleurs de lys d'or, au 3e d'argent à trois fasces ondées d'azur et à deux clés de sable passées en sautoir et brochant sur les fasces. |
| Blason de Romegoux | Détails | Le raisin est pour l'activité viticole de la commune, les fleurs de lys sont celles de la Saintonge, les clés sont attributs de saint Pierre, patron de la paroisse locale, et les trois fasces sont pour la Charente. Création Jean-François Binon, adoptée en 2020.       |